# Peronedon
Peronedon — вимерлий рід нектрідових родини Диплокауліди (Diplocaulidae). Від інших диплокаулідів його відрізняє відсутність заочного відділу.